# Дружба (Майнський район)
Дружба (рос. Дружба) — селище в Майнському районі Ульяновської області Російської Федерації.
Населення становить 19 осіб. Входить до складу муніципального утворення Вировське сільське поселення.

## Історія
Від 2004 року входить до складу муніципального утворення Вировське сільське поселення.

## Населення
| 2010 |
| ---- |
| 19   |